# 윌리 카바예로
윌프레도 다니엘 카바예로 라스카노(스페인어: Wilfredo Daniel Caballero Lazcano, 1981년 9월 28일 ~ )는 아르헨티나의 축구 선수 출신 축구 지도자이다. 스페인계 아르헨티나인으로 현재 첼시의 수석 코치를 담당하고 있다.
현역 시절 골키퍼였던 카바예로는 스페인의 엘체와 말라가에서 선수 생활의 대부분을 보냈으며, 2014년 여름 맨체스터 시티와 계약했고 맨체스터 시티의 2016년 EFL컵 우승을 도왔다. 2017년 여름 그는 첼시로 이적한 후 4시즌 동안 첼시의 백업 키퍼를 담당했다. 2020-21 시즌을 끝으로 첼시를 떠난 카바예로는 2021년 7월 사우샘프턴으로 이적한 후 2023년까지 사우샘프턴에서 뛰었다.
카바예로는 2004년 하계 올림픽에 참가해 경기에 출전하진 않았지만 아르헨티나가 올림픽 결승전에서 승리하면서 금메달을 획득했다. 그는 2018년 아르헨티나 축구 국가대표팀에 데뷔했고 2018년 FIFA 월드컵에 출전했다.

## 클럽 경력

### 초기 경력
카바예로는 2001년 보카 주니어스에서 선수 생활을 시작했으며, 2003년에는 3개의 주요 대회 우승을 거두었다. 그해 12월 14일, 팀이 AC 밀란을 상대로 승부차기에서 3-1로 승리를 거둔 2003년 인터콘티넨털컵에서 서브 골키퍼로 있었다.
카바예로는 2004년 스페인의 엘체에 입단했고, 그의 딸이 암 진단을 받았을 때 그는 그녀를 돌보기 위해 고국 아르헨티나의 구단인 아르세날 데 사란디로 잠시 임대되는 것에 동의했다. 이러한 상황들로 힘든 첫 시즌을 보낸 후, 그는 팀의 확실한 주전 골키퍼로 자리잡았고, 약 200경기에 달하는 세군다 디비시온 경기에 출전했다.

### 말라가
2011년 2월 10일, 카바예로는 90만 유로의 이적료로 라리가의 말라가와 2년 반 계약에 체결했는데, 이적 시장은 1월 31일에 이미 마감되었으나 주전 골키퍼 세르히오 아셍호가 심각한 무릎 부상으로(이전 주전 선수였던 루벤도 부상으로 출전 불가) 예외적인 긴급 이적이 가능했다. 2월 20일, 카바예로는 1-1로 비긴 비야레알과의 경기에서 리그 데뷔전을 치렀고, 이후 그는 시즌이 끝날 때까지 모든 경기에 출전했으며, 이 안달루시아 구단은 마침내 강등권에서 벗어났다.
2011년 10월 1일, 카바예로는 480분 동안의 무실점 기록을 세우며 이전 말라가의 최고 기록이었던 2001-02 시즌 페드로 콘트레라스의 429분 무실점 기록을 경신하고 구단의 역사에 이름을 올렸다. 10월 16일, 그는 레반테와의 원정 경기 전반전에 페널티 박스 밖에서 손으로 공을 만져 퇴장당했고, 결국 말라가는 3-0으로 패배했다.
2012년 1월 18일, 카바예로는 2016년까지 유효한 연장 계약에 서명했다. 3월 25일, 그는 에스파뇰과의 경기 초반에 왼손 골절상을 당해 남은 시즌동안 출전하지 못했다.
카바예로는 2012-13시즌에 완전한 체력으로 돌아와 2경기를 제외한 모든 경기에 출전했고, 팀이 6위에 오르는데 큰 도움을 주었다. 축구 웹사이트인 골닷컴은 그를 해당 시즌에서 가장 우수한 골키퍼로 선정했다. 그 다음 시즌, 그는 아틀레티코 마드리드의 티보 쿠르투아와 레반테의 케일러 나바스와 함께 리그 최고의 골키퍼로 지명되었다.

### 맨체스터 시티

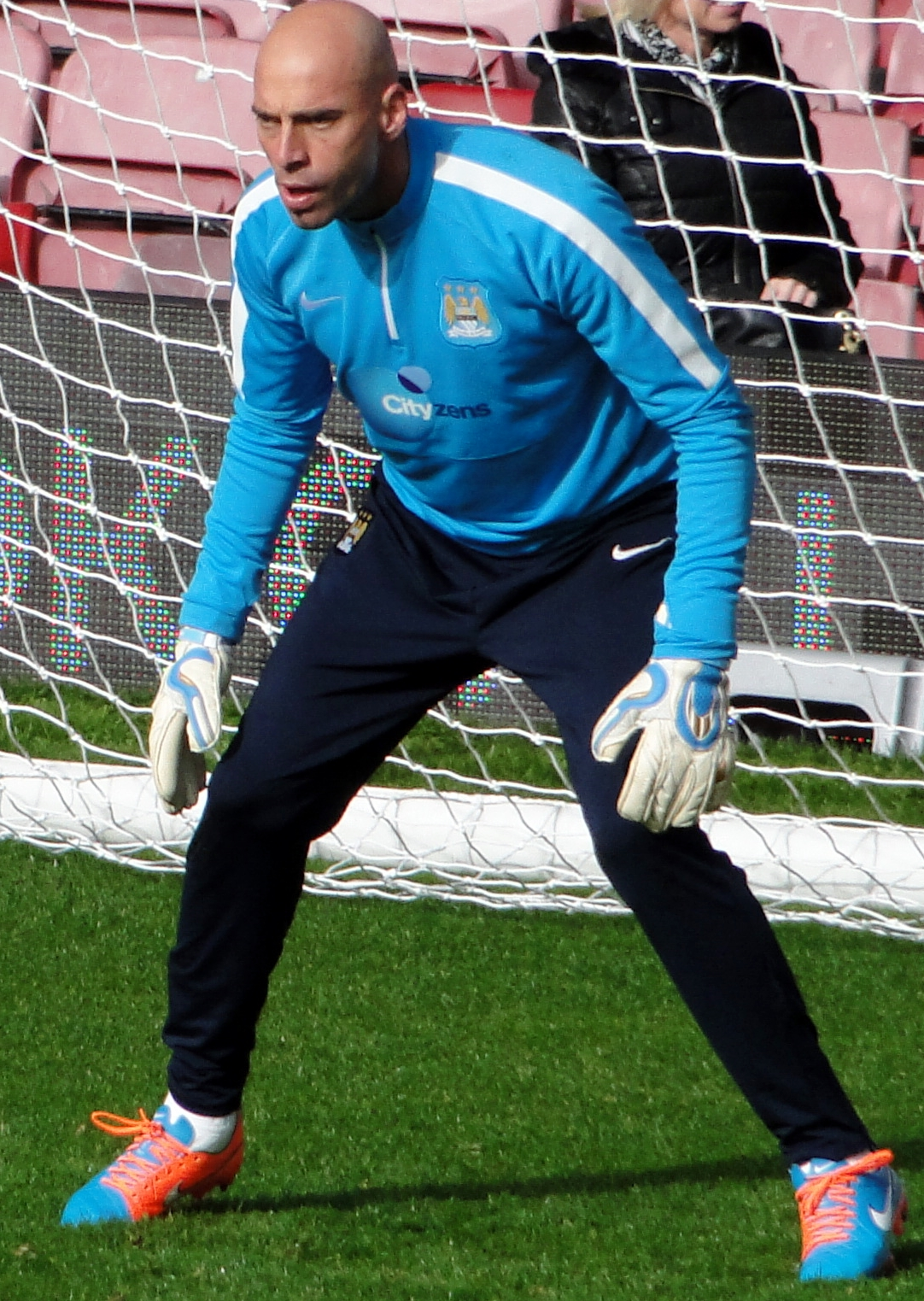
2014년 맨체스터 시티에서 워밍업 중인 카바예로.

2014년 7월 8일, 카바예로는 맨체스터 시티와 3년 계약을 체결했으며, 이적료는 추가 사항을 제외하고 약 600만 파운드로 추정된다. 그는 새로운 클럽에서 전 말라가 감독인 마누엘 페예그리니와 재회하였고, 8월 10일 웸블리 스타디움에서 열린 아스널과의 2014 FA 커뮤니티 실드 경기에서 90분 풀타임을 소화하며 맨체스터 시티에서의 데뷔전을 치렀으나, 3-0으로 패배하였다. 일주일 뒤 뉴캐슬 유나이티드와의 프리미어리그 개막전에서는 서브 골키퍼로 경기를 지켜보았다.
2014년 9월 24일, 카바예로는 셰필드 웬즈데이를 7-0으로 제압한 EFL컵 경기에서 맨체스터 시티 소속으로 두 번째 공식 경기를 치렀다. 그는 3일 후 헐 시티와의 경기에서 첫 리그 경기를 치렀고, 4-2 승리를 거두며 팀의 오랜 주전 골키퍼였던 조 하트를 벤치로 밀어냈다.
카바예로의 세 번째 리그 경기는 2015년 9월 26일 4-1로 패한 토트넘 홋스퍼와의 경기였다. 시즌 내내 그는 리그컵에서 주전으로 기용되었는데, 1-5로 패한 첼시와의 FA컵 경기에서 부진한 모습을 보여 리그컵 결승전 전까지 수많은 언론들의 비판을 받았다. 이후 웸블리 스타디움에서 열린 리버풀과의 리그컵 결승전 승부차기 상황에서 그는 세 번의 슈팅을 막아내며 3-1로 리그컵 우승을 차지하였다. 이 경기로 이전의 비판 여론들을 잠재웠고, 몇몇 전문가들은 선수와 감독 모두 사과를 받을 만하다고 덧붙였으며, 일부 전문가들은 이 경기가 충성심과 신뢰에 대한 교훈이라고 말했다.
2016년 프리 시즌에 펩 과르디올라 감독이 부임한 후, 카바예로는 하트를 제치고 선발로 나섰다. 얼마 지나지 않아 클라우디오 브라보의 영입으로 그는 서브 골키퍼로 다시 돌아왔다.
2016년 10월 19일, 카바예로는 캄 노우에서 0-4로 패한 바르셀로나와의 UEFA 챔피언스리그 조별 리그 경기에서 교체로 출전했다. 레드카드를 받은 브라보를 대신해 출전한 카바예로는 87분 네이마르의 페널티킥을 막아냈다. 2주 후, 같은 대회에서 같은 상대와의 홈 경기에서 징계를 받은 브라보를 대신해 출전하여 3-1 승리를 거두었다.
2017년 2월 1일, 카바예로가 브라보를 대체하여 출전했다. 선발 명단에 복귀한 그는 런던 스타디움에서 열린 웨스트햄 유나이티드와의 경기에서 4-0 승리를 거둬 무실점을 기록했다. 이달 말, 모나코와의 챔피언스리그 16강전에서 그는 라다멜 팔카오의 페널티킥을 막아냈다.
2017년 5월 25일, 카바예로는 6월 30일에 계약이 만료되어 클럽을 떠날 것이라고 발표했다.

### 첼시

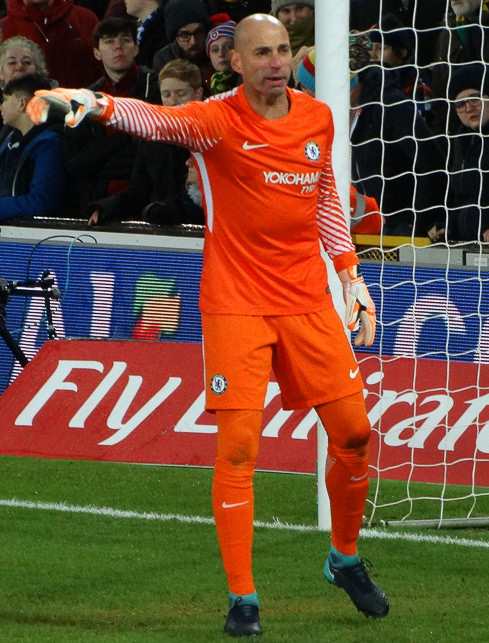
2018년 첼시에서 뛰고 있는 카바예로.

2017년 7월 1일, 카바예로는 이전 시즌 리그 우승팀 첼시와 자유 계약을 맺었다. 9월 20일, 그는 5-1로 승리한 노팅엄 포리스트와의 리그컵 홈 경기에서 공식 데뷔전을 치렀다.
2018년 1월 17일, 카바예로는 연장전 끝에 1-1로 끝난 노리치 시티와의 FA컵 3라운드 재경기 승부차기 상황에서 넬송 올리베이라의 페널티킥을 막아 승리를 이끌어냈다. 주전 골키퍼 티보 쿠르투아의 발목 부상으로 그는 이틀 후 브라이턴 & 호브 앨비언과의 원정 경기에서 프리미어리그 데뷔전을 치렀고, 팀은 4-0으로 승리했다.
2019년 2월 24일, 맨체스터 시티와의 2019 EFL컵 결승전에서 0-0 상황으로 승부차기가 임박한 상황에서 첼시의 골키퍼 케파 아리사발라가는 카바예로와 교체되는 것을 거부했고, 결국 첼시는 승부차기 점수 3-4로 패배했다.
케파가 2019-20 시즌 동안 기량 유지에 어려움을 겪으면서, 카바예로는 2020년 1월 말 헐 시티와의 컵 경기에서 첼시의 선발 골키퍼로 출전했다. 카바예로는 케파가 돌아오기 전까지 4번의 리그 경기와 UEFA 챔피언스리그 경기에서 주전 골키퍼로 활약했다. 2020년 5월 20일, 카바예로는 첼시와 계약을 1년 더 연장하였고, 8월 1일에 1-2로 패한 아스널과의 2020 FA컵 결승전에 출전하였다.
2021년 5월 29일, 카바예로는 첼시와 함께 2021 UEFA 챔피언스리그 결승전에서 전 소속 구단인 맨체스터 시티를 상대로 승리를 거두었지만, 이 경기에서 교체 선수로 출전하지는 못했다. 2021년 6월 4일, 첼시는 계약이 만료되는 이달 말에 그가 클럽을 떠날 것이라고 발표했고, 그의 시간과 업적에 대해 얘기하며 팀에 기여한 것에 대해 감사를 표했다.

### 사우샘프턴
2021년 12월 6일, 카바예로는 사우샘프턴의 두 주요 골키퍼가 모두 부상을 당하자 프리미어리그의 사우샘프턴과 1개월 단기 계약을 맺었다. 카바예로는 지난 6월에 첼시를 떠난 이후 EFL 리그 원의 AFC 윔블던에서 훈련을 받아왔다. 2021년 12월 11일, 카바예로는 0-3으로 패한 아스널과 사우샘프턴과의 경기에서 공식 데뷔전을 치렀다. 2022년 1월 7일, 카바예로는 시즌 종료까지 계약을 연장했다.
2022년 7월 1일, 카바예로는 사우샘프턴과 1년 연장 계약을 체결했다. 2022-23 시즌 종료 후, 사우샘프턴과의 계약이 만료되었다. 그는 공식적인 은퇴 발표는 없었지만, 2023년 7월 9일에 레스터 시티의 수석 코치로 임명된 것을 보아 사실상 은퇴한 것으로 보인다.

## 국가대표 경력
그 동안 계속 세르히오 로메로에 밀려 주전으로 뛰지 못하고 있다가 2018년 FIFA 월드컵에서 세르히오 로메로가 부상으로 엔트리에서 이탈하자 주전 골키퍼가 되었다. 세르히오 로메로도 아르헨티나 축구 국가대표팀같은 세계 정상권 축구 국가대표팀의 골키퍼 치고는 못하는 편에 속하는 골키퍼였으나 윌리 카바예로는 이와는 비교할 수조차 없을 정도로 실력이 없었다. 조별리그에서는 아르헨티나를 상대하는 모든 팀들의 유효슈팅이 거의 전부 골로 들어갈 정도로 윌리 카바예로를 포함한 아르헨티나의 골키퍼들이 형편없었다. 결국 이로 인해 탄탄한 공격진과 우수한 선수들을 보유하고도 골키퍼의 부재로 인해 아르헨티나는 16강에서 프랑스를 상대로 4-3로 패배해 8강 진출에 실패하였다.

## 지도자 경력
2023년 7월 9일, 카바예로는 2023-24 시즌 레스터 시티의 감독으로 부임한 엔초 마레스카를 보좌할 수석 코치로 임명되었다.